# Jean van Kessel
Jean van Kessel (* 17. Juni 1893 in Köln; † 27. Oktober 1956) war ein deutscher Politiker und ehemaliger Landtagsabgeordneter (SPD).

## Leben und Beruf
Nach dem Schulbesuch besuchte van Kessel Lehrerseminare und war ab 1913 im Schuldienst, zuletzt als Rektor, tätig. Mitglied der SPD war er ab 1919. Van Kessel war in zahlreichen Gremien der SPD vertreten, so war er z. B. Unterbezirksvorsitzender des Unterbezirks Duisburg. Ab 1946 war er Mitglied der Gewerkschaft Erziehung und Wissenschaft.

## Abgeordneter
Vom 5. Juli 1950 bis zu seinem Tod am 27. Oktober 1956 war van Kessel Mitglied des Landtags des Landes Nordrhein-Westfalen. Er wurde jeweils im Wahlkreis 071 Duisburg-Ruhrort direkt gewählt.
Dem Stadtrat der Stadt Hamborn gehörte er von 1925 bis 1926 an. 